# Indigencia

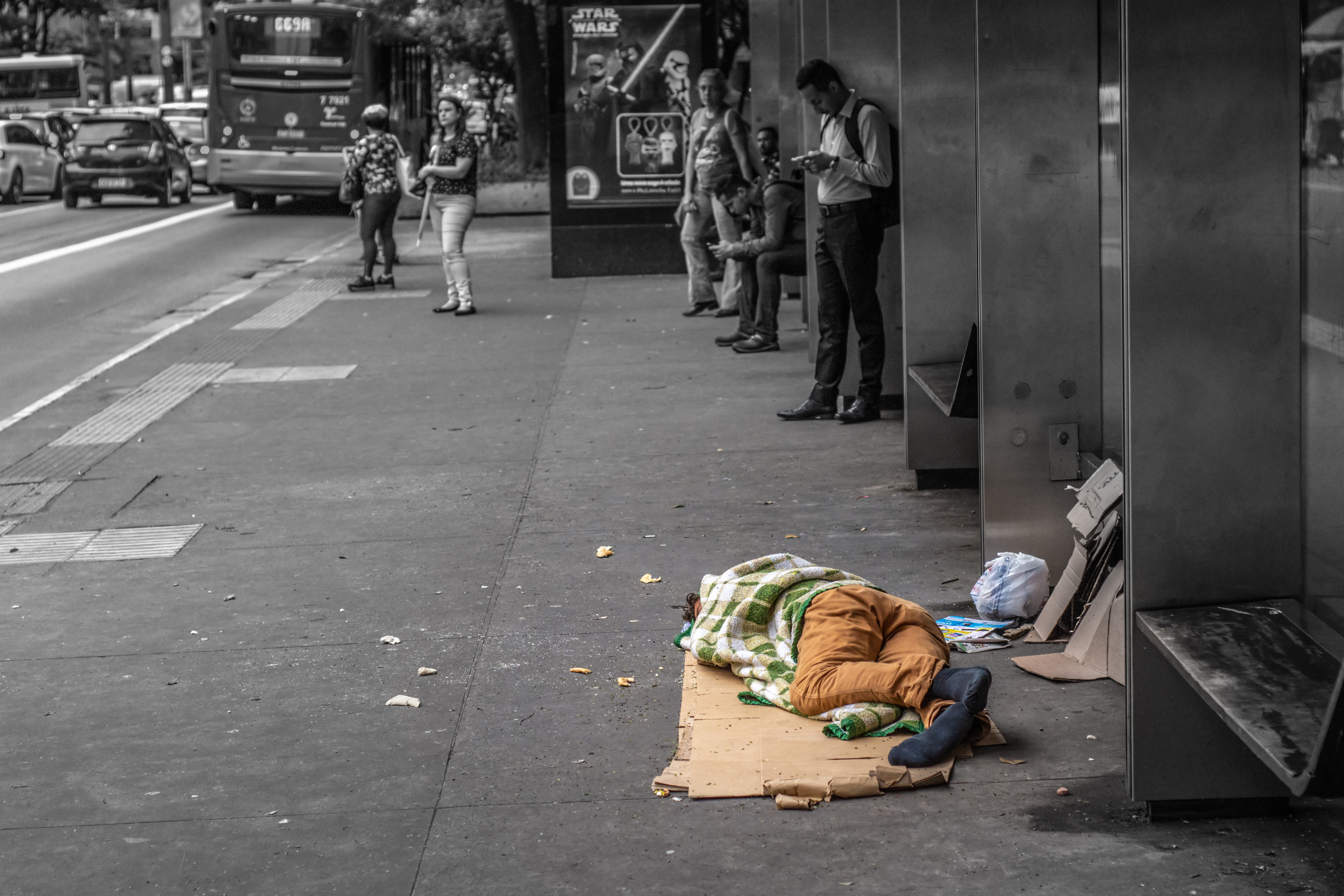
La indigencia está relacionada con personas sin hogar. En este caso, una persona sin hogar en la Avenida Paulista, Brasil.

Se entiende por indigencia (del latín indigentia, por el adjetivo indĭgens, -entis, formado por el prefijo indu-, por interior, seguido del vocablo egēre, por necesitar) el ingreso insuficiente  para cubrir una canasta básica de alimentos, vestimenta, etc., para una persona o para una familia.

## Medición de la indigencia
El concepto de línea de indigencia procura establecer si los hogares cuentan con ingresos suficientes como para cubrir una canasta de alimentos capaz de satisfacer un umbral mínimo de necesidades. De esta manera, los hogares que no cuentan con ingresos suficientes para adquirir esa canasta son considerados indigentes. Se establece una Canasta Básica de Alimentos (CBA) determinada en función de los hábitos de consumo de la población y de los requerimientos normativos kilocalóricos y proteicos. Una vez establecidos los componentes de la CBA se los valoriza con los precios relevados por un Índice de Precios al Indigente. El valor de la CBA es la Línea de Indigencia.
Dado que los requerimientos nutricionales son diferentes según la edad, el sexo y la actividad de las personas, es necesario hacer una adecuación que refleje las características de cada individuo en relación con esas variables. Para esto se toma como unidad de referencia al varón adulto, de 30 a 59 años, con actividad moderada. A esta unidad se la denomina adulto equivalente y se le asigna un valor igual a uno. Se calcula la equivalencia con respecto a esa unidad para cada integrante del hogar. Al total familiar obtenido se lo multiplica por el valor de la canasta del adulto equivalente. El valor resultante se compara con el ingreso del hogar, si este es menor, se dice que se encuentra en una situación de indigencia.
Sin embargo, estas variables resultan muy simples para medir el verdadero impacto que tiene la indigencia y más en estos tiempos en los que la cada vez las condiciones son más difíciles y generan nuevos problemas.

### Metodología de medición de la pobreza y la indigencia EMIPAN
El método utilizado por MIDEPLAN para estimar la pobreza es el método del ingreso o del costo de las necesidades básicas, que es el método más utilizado internacionalmente.
De acuerdo con este método, a un individuo se le considera pobre si su nivel de ingreso se sitúa por debajo de un nivel mínimo que le permita satisfacer sus necesidades básicas; e indigente, si este no le permite satisfacer sus necesidades alimentarias. Estos mínimos se denominan línea de pobreza y línea de indigencia respectivamente. Así, estas líneas constituyen el límite entre quiénes son pobres y quiénes no lo son y entre quiénes son indigentes y quiénes no lo son.
- la línea de pobreza representa el ingreso mínimo necesario por persona para cubrir el costo de una canasta mínima individual para la satisfacción de las necesidades básicas, alimentarias y no alimentarias. Se considera en situación de pobreza a aquellos hogares cuyos ingresos son insuficientes para satisfacer las necesidades básicas, alimentarias y no alimentarias, de sus miembros.
- la línea de indigencia representa el ingreso mínimo necesario por persona para cubrir el costo de una canasta alimentaria. Se considera en situación de indigencia a aquellos hogares que, aun cuando destinaran todos sus ingresos a la satisfacción de las necesidades alimentarias de sus integrantes, no lograrían satisfacerlas adecuadamente.

Operativamente, un hogar es pobre cuando su ingreso per cápita es inferior a 2 veces el valor de una canasta básica de alimentos en la zona urbana, y a 1,75 veces, en la zona rural, donde los gastos en servicios tienen menor importancia. Un hogar se considera indigente si su ingreso por cápita es inferior al valor de una canasta básica de alimentos. El valor de la canasta de alimentos en la zona rural es inferior a su valor en la zona urbana.
Para estos efectos, el ingreso del hogar se define como la suma del ingreso autónomo del hogar, las transferencias monetarias que recibe el hogar del Estado y una imputación por concepto de arriendo de la vivienda cuando ésta es habitada por sus propietarios.
El ingreso autónomo, también llamado ingreso primario, se define como todos los pagos que recibe el hogar como resultado de la posesión de factores productivos. Incluye sueldos y salarios, ganancias del trabajo independiente, la autoprovisión de bienes producidos por el hogar, rentas, intereses, pensiones y jubilaciones.
Por eso las transferencias monetarias son todos los pagos en dinero provistos por el Estado. Incluyen las pensiones asistenciales (PASIS), los subsidios de cesantía, los subsidios únicos familiares (SUF), las asignaciones familiares, el subsidio de agua potable y el subsidio de
cesantía.